# 1849 en santé et médecine
| Années de la santé et de la médecine : 1846 - 1847 - 1848 - 1849 - 1850 - 1851 - 1852    |
| Décennies de la santé et de la médecine : 1810 - 1820 - 1830 - 1840 - 1850 - 1860 - 1870 |

Cet article présente les faits marquants de l'année 1849 en santé et médecine.

## Épidémies
- 23 janvier : Elizabeth Blackwell devient la première femme à obtenir son diplôme de médecin aux États-Unis[1].
- 22 août : une épidémie de choléra est un facteur décisif de la chute de la République de Saint-Marc[2].

## Publications
- John Snow (1813-1858) fait paraître On the mode of communication of cholera[3].
- Eugène Bouchut (1818-1891) publie Traité des signes de la mort et des moyens de prévenir les enterrements prématurés[4].

## Naissances
- 12 juillet : William Osler (mort en 1919), médecin canadien, un des fondateurs de l'hôpital Johns-Hopkins.
- 14 septembre : Ivan Pavlov (mort en 1936), médecin et un physiologiste russe, lauréat du prix Nobel de physiologie ou médecine de 1904 et de la médaille Copley en 1915.
- 21 septembre : Maria Louisa Angwin (morte le 25 avril 1898), première femme autorisée à exercer la médecine en Nouvelle-Écosse.

## Décès
- 28 avril : : René Primevère Lesson (né en 1794), premier pharmacien-chef de la Marine, naturaliste.
- 8 mai :  Jean Loiseleur-Deslongchamps (né en 1774), médecin et botaniste français[5].